# Hīrākūd
Hīrākūd är en ort i Indien.   Den ligger i distriktet Sambalpur och delstaten Odisha, i den centrala delen av landet, 1 000 km sydost om huvudstaden New Delhi. Hīrākūd ligger 168 meter över havet och antalet invånare är 27 277.
Terrängen runt Hīrākūd är platt. Runt Hīrākūd är det tätbefolkat, med 331 invånare per kvadratkilometer. Närmaste större samhälle är Sambalpur, 12,5 km sydost om Hīrākūd. Trakten runt Hīrākūd består till största delen av jordbruksmark.